# Kakadu-dwergcichlide
De gekuifde dwergcichlide, Kakadu-dwergcichlide of Kakadu dwergcichlide (Apistogramma cacatuoides) is een dwergcichlide die oorspronkelijk uit Oost-Peru komt. Opvallend is dat zijn voorste drie rugvinstralen veel groter zijn dan de rest van de rugvinnen. Het mannetje wordt tot ongeveer 8 centimeter groot terwijl het vrouwtje kleiner blijft met ongeveer 5 centimeter. Het gedrag van deze vis is niet veel anders dan de andere Apistogrammasoorten.

## Kweek
Het mannetje kan er meerdere nesten op na houden. Tijdens het broedseizoen wordt het vrouwtje geel van kleur. Ze legt de eieren in een hol in haar territorium. Zij verzorgt ook de eitjes. Als de jongen geboren zijn, houdt zij ze onder haar hoede. De groep wordt bij elkaar gehouden en vijanden (andere vissen) worden op agressieve wijze weggejaagd. De optimale temperatuur voor deze soort is ongeveer 28 °C, niet hoger.

## Kweekvormen
Bij deze cichliden zijn vooral de mannetjes erg gekleurd in de baltstijd. Er zijn meerdere kleurvormen bekend van deze vis, ook in de vrije natuur. Ze houden van veel schuilmogelijkheden in de vorm van kienhout en veel beplanting. De vrouwtjes vormen een territorium waarin geen andere vrouwtjes worden geduld. Het mannetje kan zich wel vrij in deze territoria bewegen. De vis is gevoelig voor vervuild water.